# Nikolai Mašitšev
Nikolai Mašitšev (Tallinn, 5 dicembre 1988) è un calciatore estone, centrocampista del Puuma Tallinn.

## Palmarès
- Coppa di Estonia: 3

TVMK Tallinn: 2002-2003, 2005-2006
Flora Tallinn: 2010-2011
- Supercoppa di Estonia: 2

TVMK Tallinn: 2005, 2006
- Campionato estone: 4

TVMK Tallinn: 2005
Flora Tallinn: 2010
Infonet: 2016
Kalju Nõmme: 2018